# János Hadik
János hrabě Hadik z Futaku (maďarsky Futaki gróf Hadik János Kelemén Béla, německy Johann Klemens Adalbert Graf Hadik von Futak; 23. listopadu 1863 Pavlovce nad Uhom – 10. prosince 1933 Budapešť) byl uherský šlechtic, politik a velkostatkář. Od mládí se angažoval v politice, v letech 1917–1918 byl ministrem uherské vlády a v době zániku Rakouska-Uherska byl necelý jeden den uherským předsedou vlády (1918).

## Životopis

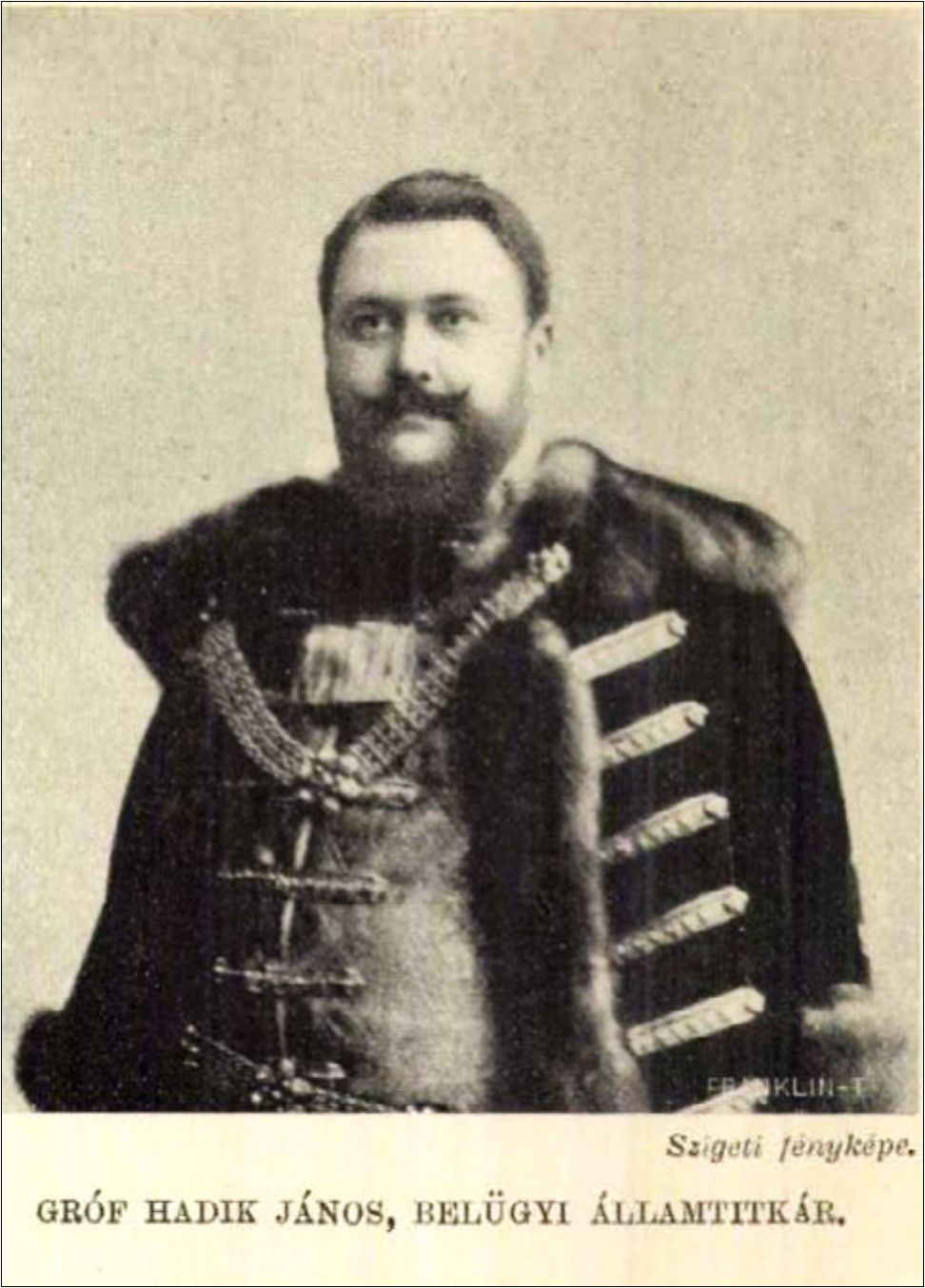
Hrabě János Hadik (1906)

Pocházel ze šlechtické rodiny Hadiků, narodil se na rodovém sídle v Pavlovcích nad Uhom na východním Slovensku (zámek dnes již neexistuje). Byl druhorozeným synem rakousko-uherského kontradmirála hraběte Bély Hadika (1822–1885) a jeho manželky Ilony, rozené hraběnky Barkóczyové (1833–1887). Středoškolské vzdělání získal v Košicích, poté studoval na Tereziánské vojenské akademii ve Vídeňském Novém Městě. V roce 1884 vstoupil do armády jako poručík, vojenskou službu opustil o devět let později v hodnosti nadporučíka. Po odchodu z armády žil na svém zámku Tornanádaska, věnoval se správě majetku, ale také se aktivně zapojoval do veřejného života v Abovsko-turnianské župě.

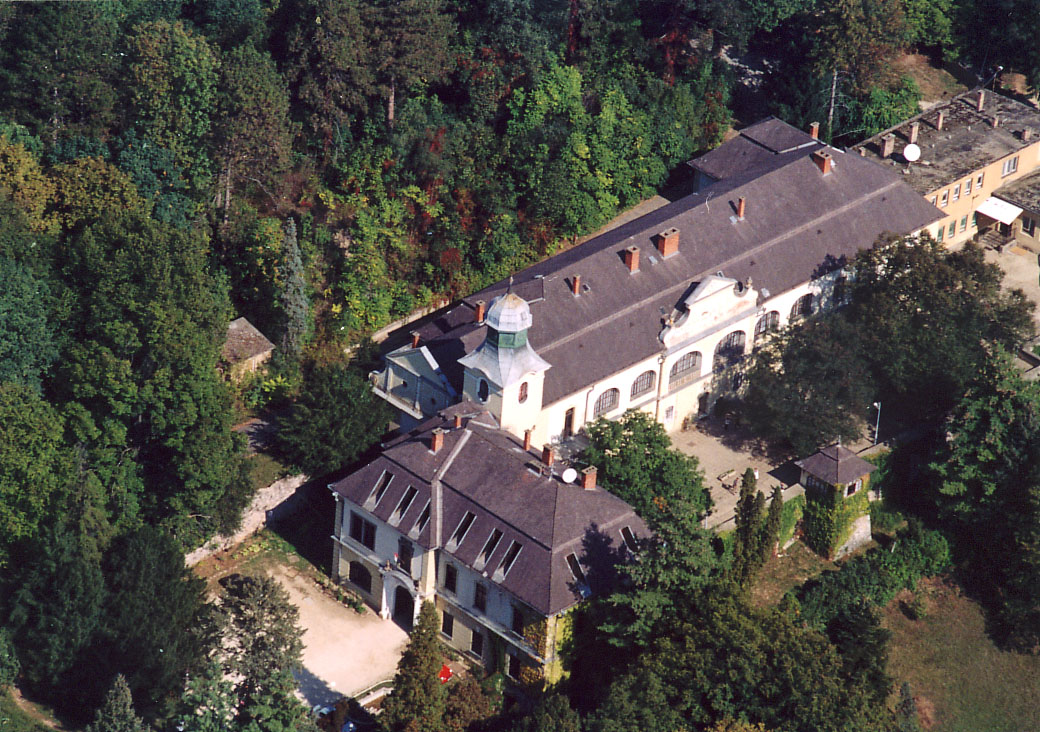
Zámek Tornanádaska

V roce 1894 byl jmenován dědičným členem Sněmovny magnátů, kde se připojil k liberálům. Od roku 1901 byl po několik volebních období souběžně také poslancem uherského sněmu, přičemž později opustil Liberální stranu. V letech 1906–1910 byl státním tajemníkem na ministerstvu vnitra, kde spolupracoval se svým nadřízeným a politickým spojencem Gyulou Andrássym. V roce 1908 byl jmenován c. k. tajným radou. Ve volbách v roce 1910 nekandidoval, ale od roku 1912 byl znovu poslancem, v letech 1913–1918 byl zároveň místopředsedou Andrássyho Ústavní strany. Ve třetí Wekerleho vládě byl v roce 1917 jmenován ministrem bez portfeje, vzápětí převzal agendu výživy, respektive Národní úřad zásobování potravinami. Odmítl vyhovět rakouským požadavkům na dodávky obilí a v lednu 1918 na funkci ministra rezignoval.
V době rozkladu Rakouska-Uherska byl 29. října 1918 jmenován uherským předsedou vlády. Přísahu složil následující den dopoledne a začal formovat personální složení kabinetu. Mezitím ale v ulicích Budapešti vypukla tzv. Astrová revoluce, protože obyvatelstvo očekávalo jmenování do funkce premiéra Mihályho Károlyie. Hadik formálně rezignoval na funkci 31. října 1918 ve tři hodiny ráno, fakticky byl tak premiérem jen 17 hodin. Po vyhlášení republiky byl krátce vězněn, propuštěn byl mimo jiné po intervencích zaměstnanců svých velkostatků. Až po několika letech se znovu zapojil do veřejného života, v roce 1927 byl znovu uveden do Horní sněmovny, později zastupoval Maďarsko na mezinárodní hospodářské konferenci v Ženevě a byl také členem Ekonomického poradního výboru Společnosti národů. Zastával nadále i řadu funkci v různých organizacích v Maďarsku.

## Rodinné a majetkové poměry

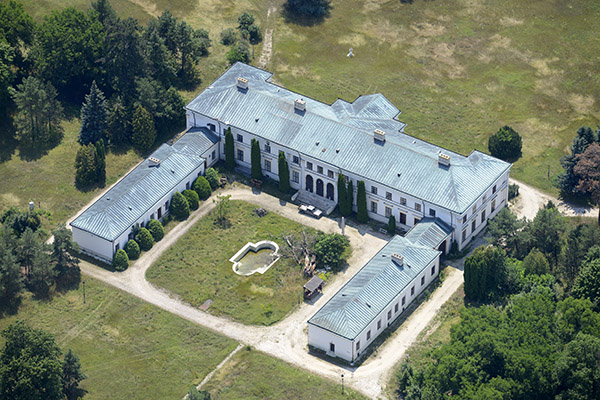
Zámek Seregélyes

Na zámku Seregélyes se v roce 1893 oženil s hraběnkou Alexandrou Zichyovou (1873–1949), která byla v době monarchie c. k. palácovou dámou a dámou Řádu hvězdového kříže. Z jejich manželství se narodili dva synové a dvě dcery. Nejstarší z potomstva byla dcera Ilma (1894–1967), provdaná za prince Ludvíka Hohenlohe-Langenburg (1892–1945), s nímž žila na zámku Seregélyes. Ze synů byl starší Béla (1905–1971), který byl v meziválečném období aktivní v politice a sloužil v armádě, po druhé světové válce emigroval do USA.
Ve veřejném životě se angažovali i jeho sourozenci. Nejstarší bratr Endre (1862–1931) se uplatnil také v politice a v letech 1917–1918 byl předsedou Sněmovny magnátů. Mladší bratr Miksa (1868–1921) působil v diplomacii a byl rakousko-uherským vyslancem ve Švédsku. Nejmladší z bratrů Béla (1870–1912) zastával funkci župana v Zemplínské župě.
Vlastnil velkostatky v Abovsko-turnianské a Zemplínské župě, jeho hlavním sídlem byl původně zámek Tornanádaska zakoupený otcem v roce 1879. Toto sídlo nechal v 90. letech 19. století upravit v novobarokním slohu. Mnohem větší majetek držela jeho manželka Alexandra, rozená hraběnka Zichyová, která po předčasném úmrtí mladších bratrů vlastnila přes 4 000 hektarů půdy, věnem přinesla do manželství zámek Seregélyes, kde později rodina často pobývala.